# R-лінія

Рис.1.R-лінії гомогенної лінійно-пружної кераміки на прикладі Si_{3}N_{4} (Δ), Sc_{2}0_{3}(□) за Гогоці Г.А.

R-л́інія - лінія  опору  руйнуванню, може бути представлена на базовій діаграмі у вигляді залежності характеристики тріщиностійкості від двокоординатної зміни поверхні руйнування. 
Визначається  шляхом сколювання кромок керамічних зразків та будується за тими ж експериментальними даними, за якими визначаються значення опору сколюванню FR. При цьому опір росту тріщини  можна  виразити  як  Rsf   =  dA/dS  (А - енергія,  необхідна  для зростання тріщини, S - питома поверхня руйнування). 

Рис.2.Нелінійні R-лінії для діоксид цирконієвої і оксид алюмінієвої кераміки (° - оптичні, • - АЕ вимірювання) за Гогоці Г.А.

Для  гомогенної  лінійно-пружної кераміки (наприклад, рис. 1) ці  лінії розташовуються паралельно осі L, вони є   плоскими, і не  залежать від навантаження сколювання  і  розмірів  шраму  відколу,  що  свідчить  про  інваріантність  її  поверхневої енергії. У такої кераміки відсутній механізм, що гальмує поширення тріщин. Для решти кераміки R-лінії є зростаючими і можуть бути лінійними або нелінійними (рис. 2).